# Rubén Fuentes
Rubén Fuentes (Ciudad Guzmán, 15 febbraio 1926 – Ciudad Guzmán, 5 febbraio 2022) è stato un violinista messicano classico e un compositore, molto noto per i suoi contributi alla musica mariachi.

## Biografia
Nel 1944, Fuentes si unì al mariachi Vargas de Tecalitlán come violinista e più tardi come arrangiatore musicale. Nel 1955 smise di suonare nel gruppo, mantenendo tuttavia la sua posizione come produttore, arrangiatore e direttore musicale. 
Come tale, egli ebbe una profonda influenza su Mariachi Vargas de Tecalitlán e sulla musica mariachi in generale. Egli è meglio noto per il suo lavoro sull'album classico di Linda Ronstadt, vincitore del Grammy award, multi-platinum Canciones de Mi Padre. Con vendite nazionali di 2.5 milioni di copie, Canciones de Mi Padre resta il disco più venduto di canzoni il lingua diversa dall'inglese, nella storia degli Stati Uniti d'America.
Fuentes scrisse dozzine di canzoni messicane standard, tra le quali La Culebra, Cien Años, Las Alazanas, Como Si Nada, La Bikina, Que Bonita Es Mi Tierra, Flor Sin Retoño, Ni Princesa Ni Esclava e Camino Real de Colima (molte composte insieme a Silvestre Vargas). Fuentes produsse anche numerosi album neolatini tradizionali di Linda Ronstadt. Le sue canzoni sono state eseguite, tra gli altri, da Pedro Infante, Miguel Aceves Mejía, Flor Silvestre, Amalia Mendoza, Marco Antonio Muñiz, Javier Solís e Vikki Carr.
Fuentes fu il direttore musicale della RCA Records in Messico dalla fine degli anni 1950 a quella degli anni 1960. Per questo motivo egli fu l'arrangiatore e il produttore musicale di molti dischi dei maggiori cantanti ranchero. La maggior parte di loro veniva accompagnata da Mariachi Vargas de Tecalitlán. Fuentes fu anche l'arrangiatore musicale di gran parte delle canzoni di José Alfredo Jiménez, un prolifico compositore messicano le cui composizioni, come quelle di Fuentes, elevarono la tradizionale musicale Mariachi a livelli internazionali. 
Fuentes morì il 5 febbraio 2022, all'età di 95 anni.